# Siergiej Kirdiapkin
Siergiej Aleksandrowicz Kirdiapkin (ros. Сергей Александрович Кирдяпкин; ur. 18 czerwca 1980 w Insarze) – rosyjski chodziarz.
Dwukrotny mistrz świata (Helsinki 2005 i Berlin 2009) na dystansie 50 km, w tej samej konkurencji zwyciężył podczas pucharu świata w chodzie (2012).
W 2012 zwyciężył w chodzie na 50 km podczas igrzysk olimpijskich w Londynie. W 2016 anulowano wszystkie jego rezultaty osiągnięte od 20 sierpnia 2009 do 15 października 2012 oraz odebrano mu złoty medal igrzysk olimpijskich w związku z wykryciem nieprawidłowości w jego paszporcie biologicznym.
Jego żoną jest Anisia Kirdiapkina, rosyjska chodziarka.

## Rekordy życiowe
- chód na 50 kilometrów – 3:35:59 (2013)

## Odznaczenia
- Order Przyjaźni (13 sierpnia 2012) – za wielki wkład w rozwój kultury fizycznej i sportu, wysokie osiągnięcia sportowe na zawodach XXX Olimpiady 2012 roku w mieście Londynie (Wielka Brytania)[3]